# قبرة بيضاءة الجناحين
قبرة بيضاء الجناحين (الاسم العلمي: Melanocorypha leucoptera) هو نوع من فصيلة القبرة.